# New York Yankees
I New York Yankees sono una squadra professionistica di baseball della Major League Baseball (MLB) con sede nella zona del Bronx, New York. Gli Yankees sono membri della East division della American League (AL) e sono uno dei due club della Major League con sede a New York, assieme ai New York Mets.
La squadra iniziò a giocare nella AL nella stagione 1901 con il nome di Baltimore Orioles (da non confondere con i moderni Baltimore Orioles). Frank Farrell e Bill Devery acquistarono la franchigia (che aveva cessato le operazioni) e nel 1903 la trasferirono a New York, rinominandola New York Highlanders. Gli Highlanders furono ufficialmente rinominati "Yankees" nel 1913.
La squadra è posseduta dalla Yankee Global Enterprises, una società a responsabilità limitata controllata della famiglia di George Steinbrenner, che la acquistò nel 1973. Aaron Boone è il manager della squadra e Brian Cashman il general manager. Il club disputò le sue gare interne allo Yankee Stadium dal 1923 al 1973 e dal 1976 al 2008. Nel 2009 si spostò nella nuova struttura con lo stesso nome dopo che la precedente venne chiusa. La squadra è costantemente tra le prime della lega per presenze di pubblico allo stadio.
Gli Yankees, uno dei club sportivi di maggior successo di tutto il mondo, hanno vinto diciotto titoli di division, quaranta titoli di conference e per 27 volte le World Series, tutti primati della MLB. 44 giocatori e 11 manager degli Yankees sono stati inseriti nella National Baseball Hall of Fame, inclusi Babe Ruth, Lou Gehrig, Joe DiMaggio, Mickey Mantle e Yogi Berra. Nello sforzo di conquistare i suoi titoli, la squadra ha accumulato ampie spese per gli stipendi dei giocatori, in particolare sotto la direzione di George Steinbrenner. Secondo la rivista Forbes, nel 2013 gli Yankees erano il marchio sportivo di maggior valore negli Stati Uniti e il quarto nel mondo, con un valore stimato di 2,3 miliardi di dollari. Gli Yankees hanno attirato un enorme seguito di tifosi nel mondo, così come larga fetta di antipatia da parte dei tifosi delle altre squadre della MLB.
La loro rivalità principale è quella con i Boston Red Sox, a oggi tra le più sentite del panorama sportivo mondiale; esiste un'antipatia anche nei confronti dei New York Mets, altra franchigia con sede a New York, ma la differenza di livello affermatasi tra le due squadre negli ultimi anni ha fatto scemare le ostilità.

## Storia

### Origini a Baltimora (1901–1902)
Alla fine del 1800 Ban Johnson, presidente della American League, una minor league, precedentemente nota come Western League (1894–99), riorganizzò la lega. Aggiunse tre squadre in città della costa est, trasformando la AL in una major league con l'obiettivo di sfidare la supremazia della National League (NL). I piani di portare una squadra a New York furono bloccati dai New York Giants della NL, che possedevano abbastanza potere politico in città da impedire alla AL di stabilirvisi. Al suo posto fu fondata una squadra a Baltimora, Maryland, una città che la NL aveva abbandonato quando aveva ridotto le sue squadra da dodici a otto nel 1900.
La squadra, soprannominata "Orioles", iniziò a giocare nel 1901, allenata e in parte posseduta da John McGraw. Nel corso della stagione 1902 McGraw si ritrovò ai ferri corti con Johnson, unendosi segretamente ai Giants. A metà della stagione i Giants, spalleggiati da McGraw, ottennero il controllo degli Orioles, facendo passare tre le proprie file diversi giocatori, finché la AL non intervenne e ottenne il controllo della squadra. Nel gennaio 1903 fu tenuta una "conferenza di pace" per tentare di trovare una soluzione alle controversie e tentare di coesistere. In quella conferenza, Johnson richiese che una squadra della AL fosse spostata a New York, per giocare accanto ai Giants della NL. La questione fu messa ai voti e quindici proprietari delle franchigie su sedici la approvarono, con il solo John T. Brush dei Giants che si oppose. I nuovi proprietari degli Orioles, Frank J. Farrell e William S. Devery, trovarono uno stadio non prenotato dai Giants e la squadra si trasferì da Baltimora a New York.

### Trasferimento a New York: gli anni degli Highlanders (1903–1912)

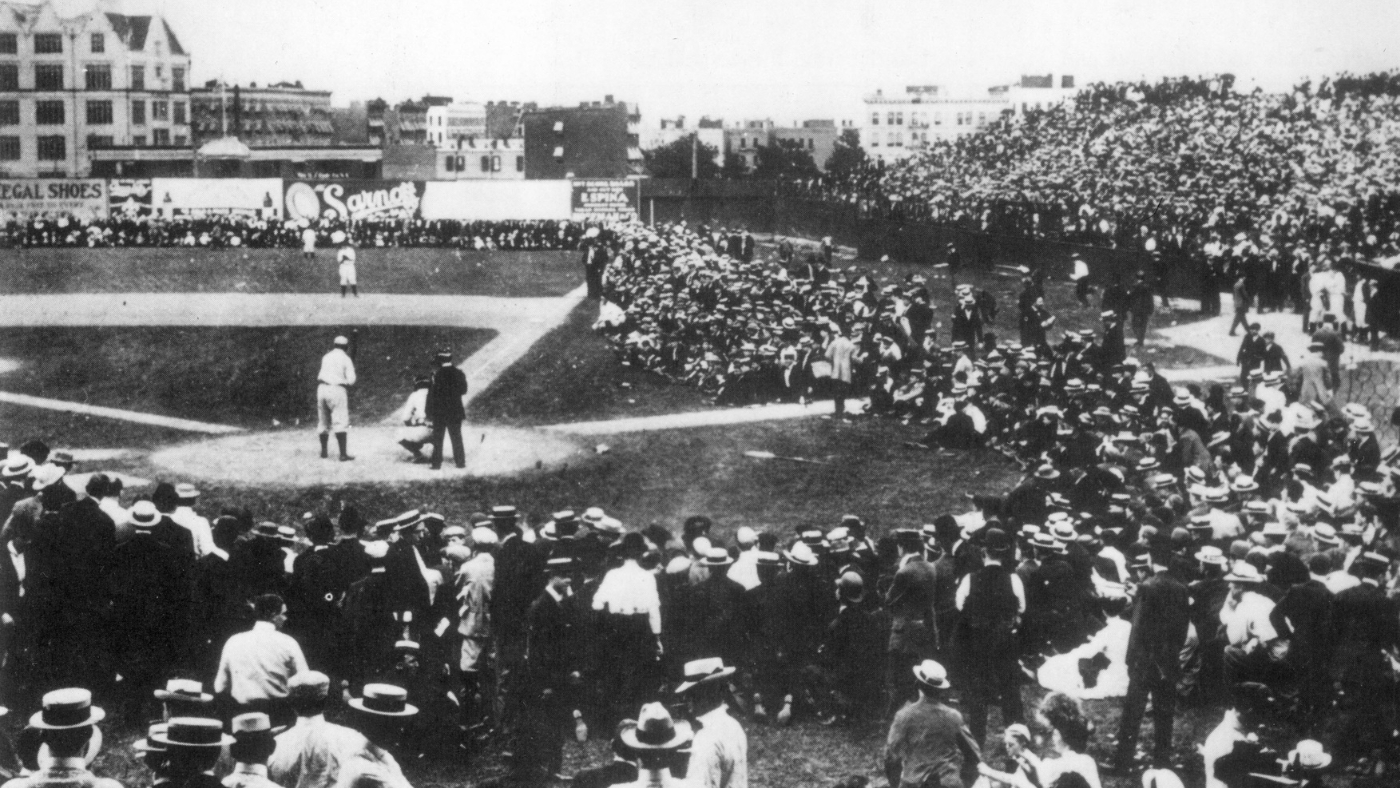
Hilltop Park, casa degli Highlanders

Il nuovo stadio della squadra, Hilltop Park (in precedenza noto come "American League Park"), fu costruito nella zona nord di Manhattan, a poca distanza dal più capiente Polo Grounds. Il club cambiò il proprio nome in New York Highlanders. Vi sono due teorie riguardo a ciò: che fosse in riferimento alla locazione a nord dell'isola di Manhattan o che fosse a causa della nota unità militare scozzese chiamata "The Gordon Highlanders", con il presidente della squadra Joseph Gordon le cui origini familiari erano scozzesi e irlandesi. Com'era cosa comune tra tutte le squadre della American League, la squadra ebbe il soprannome di New York Americans. Il giornalista sportivo newyorkese Jim Price coniò il soprannome non ufficiale di Yankees (o "Yanks") per la squadra all'inizio del 1904, poiché era più semplice da fare stare all'interno dei titoli dei giornali.
Il maggior successo che ottennero gli Highlanders fu terminare secondi nel 1904, 1906 e 1910. Il 1904 fu l'anno in cui giunsero più vicini al titolo della AL, perdendo la gara decisiva l'ultimo giorno della stagione contro i Boston Americans, che in seguito sarebbero divenuti Boston Red Sox. Ciò ebbe una significativa importanza storica, dal momento che il ruolo che gli Highlanders giocarono nella lotta al titolo della AL portò i Giants ad annunciare che non avrebbero preso parte alle World Series del 1904 contro la vincente della lega. Le World Series non sarebbero state più saltate per i successivi 90 anni, quando uno sciopero dei giocatori troncò l'intera stagione 1994. Sarebbe stata l'ultima volta che Boston avrebbe battuto New York in una gara decisiva per il titolo di lega per un intero secolo, fino al 2004. Il 1904 fu anche l'anno in cui il lanciatore Jack Chesbro stabilì un record con 41 vittorie, che resiste ancora oggi. Per come si è evoluto il baseball moderno, questo è probabilmente un primato impossibile da superare.

### Nuovi proprietari, nuova casa e nuovo nome: gli anni al Polo Grounds (1913–1922)

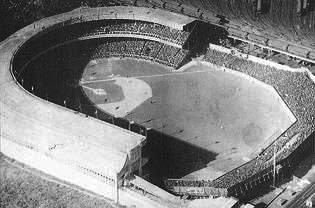
Il Polo Grounds, casa degli Yankees dal 1913 al 1922

Il Polo Grounds andò bruciato nel 1911 e gli Highlanders permisero ai Giants di giocare a Hilltop Park durante la ricostruzione. I rapporti tra i due club si fecero con il tempo meno tesi e gli Highlanders si trasferirono nell'appena ricostruito Polo Grounds nel 1913. Spostatisi sul fiume Harlem, il nome "Highlanders" non aveva più senso e cadde in disuso tra la stampa. I media avevano già ampiamente adottato il soprannome "Yankees", così dal 1913 la squadra divenne ufficialmente i New York Yankees.
Nella metà del decennio i proprietari degli Yankees Farrell e Devery si trovarono a corto di liquidità. All'inizio del 1915 vendettero la squadra al Colonnello Jacob Ruppert e al capitano Tillinghast L'Hommedieu Huston per 1,25 milioni di dollari. Ruppert aveva ereditato un patrimonio nel campo della birra, fornendo agli Yankees un proprietario dotato di cospicue risorse e della volontà di costruire una squadra vincente. Ciò portò alla squadra più successi e prestigio di quanti Ruppert potesse mai immaginare.

### I battitori e lo Yankee Stadium: Ruth, Gehrig e Murderer's Row (1923–1935)

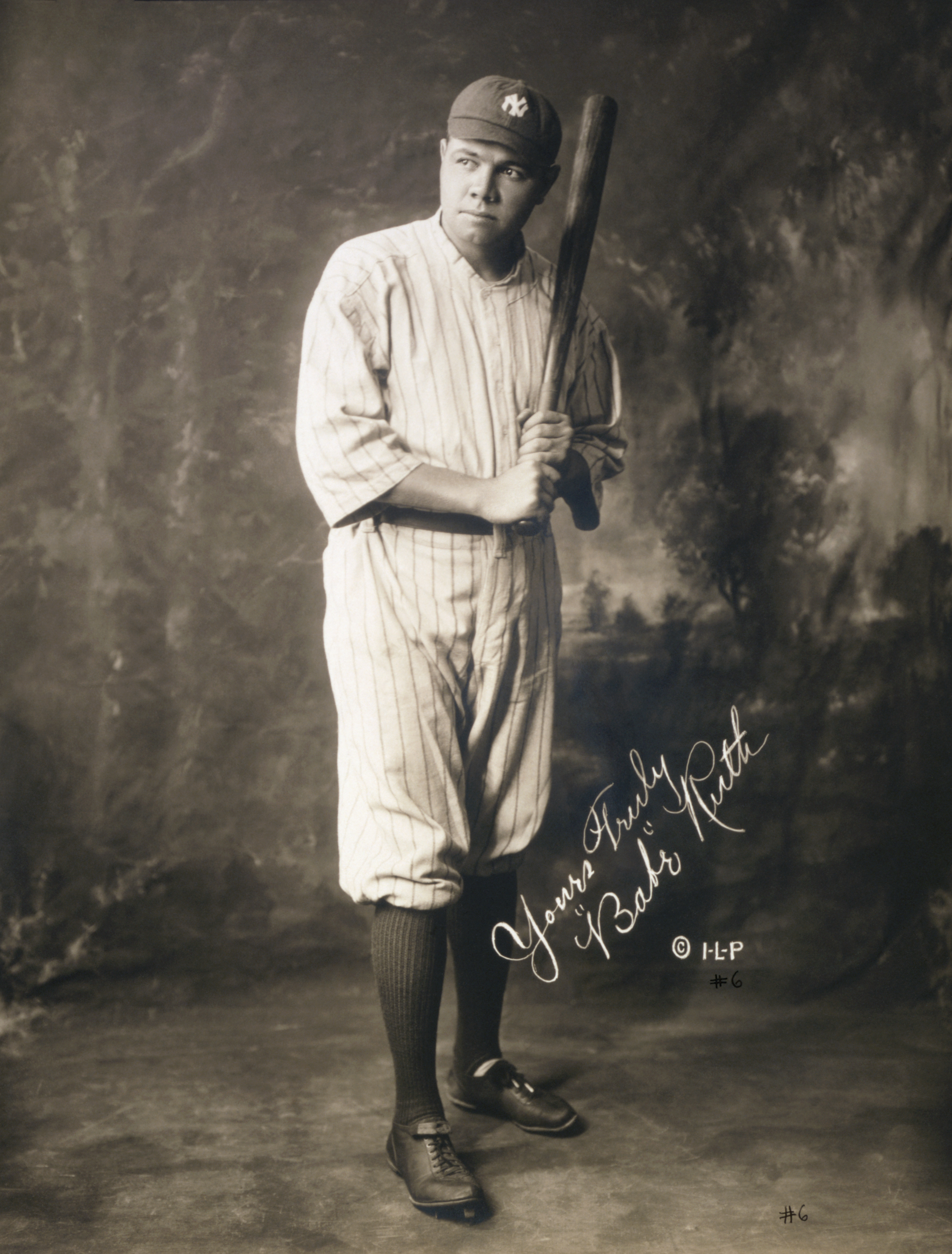
Con le sue abilità di battitore, Babe Ruth diede il via a un'era in cui il baseball divenne un gioco più offensivo e gli Yankees vinsero 4 World Series

Attorno al 1920 gli Yankees, i Red Sox e i Chicago White Sox ebbero una distensione tra i loro rapporti., favorendo gli scambi di giocatori tra le squadre A beneficiarne furono in particolare gli Yankees e il loro incrementato monte stipendi. La maggior parte dei giocatori che in seguito avrebbero contribuito ai successi della squadra vennero dai Red Sox, il cui proprietario, Harry Frazee, li scambiò per grosse somme di denaro per finanziare le sue produzioni teatrali. Il lanciatore Babe Ruth, spostato nel ruolo di esterno, fu l'acquisizione di maggior talento ottenuta da Boston, e il risultato di tale scambio avrebbe perseguitato i Red Sox per i successivi 86 anni, in cui la squadra non riuscì a vincere più una singola edizione delle World Series. I Red Sox si trovarono spesso eliminati dalla corsa ai playoff a causa dei successi degli Yankees'. Questo fenomeno divenne in seguito noto come "La maledizione del Bambino" dal momento che i fallimenti dei Red Sox e i successi degli Yankees sembrarono quasi soprannaturali. Tuttavia non fu fino al 1990, quando Dan Shaughnessy del Boston Globe scrisse un libro con tale titolo, che la maledizione venne pubblicizzata.

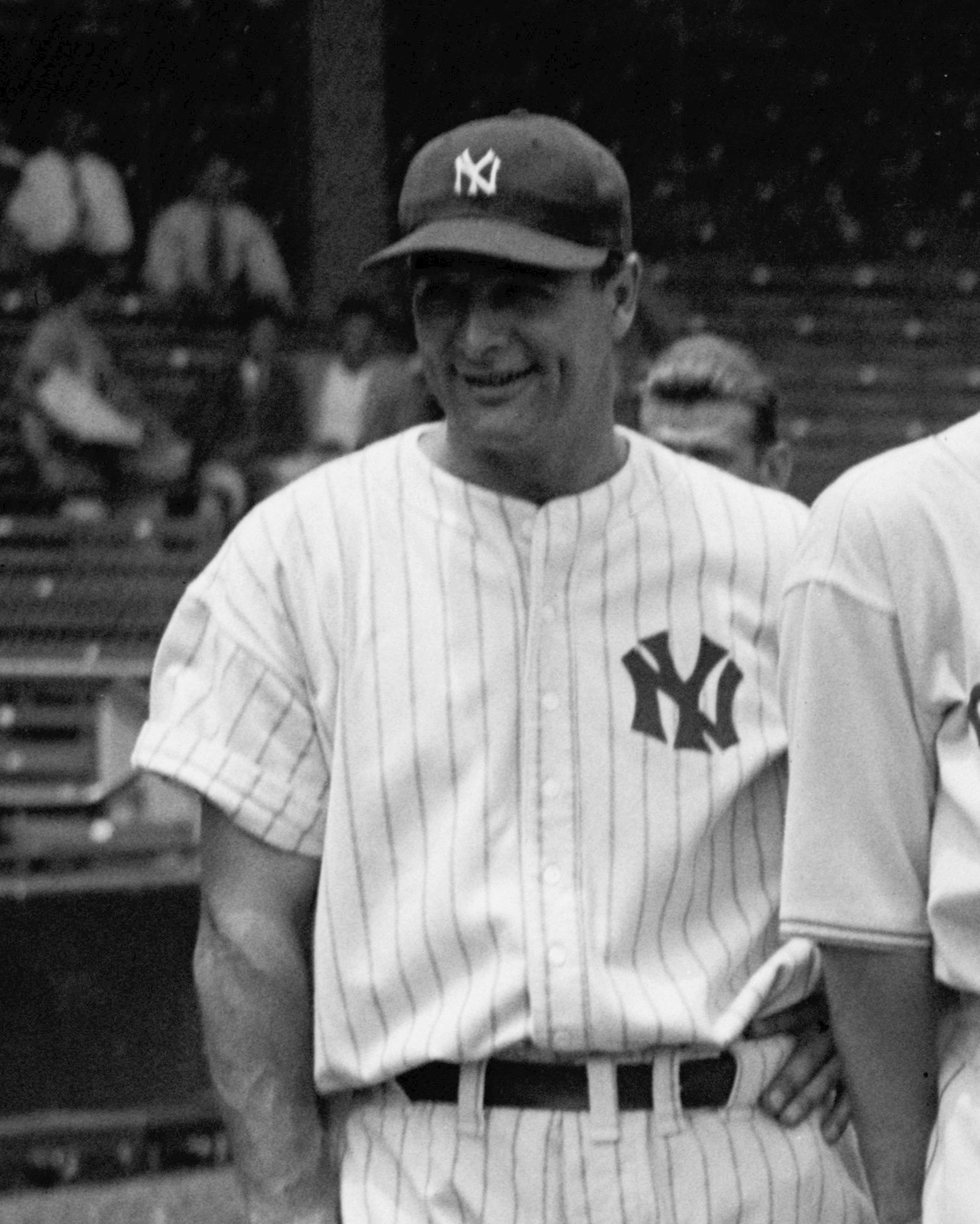
Lou Gehrig fu il primo giocatore degli Yankees a vedere ritirato il suo numero di maglia, nel 1939

La moltitudine di fuoricampo di Ruth portarono talmente popolarità alla squadra che gli Yankees iniziarono ad attirare più spettatori dei loro affittuari, i Giants. Nel 1921, quando gli Yankees fecero la loro prima apparizione alle World Series contro i Giants, gli fu detto che avrebbero dovuto abbandonare il Polo Grounds a partire dalla stagione successiva. Il manager dei Giants John McGraw fu sentito dire che gli Yankees avrebbero dovuto "spostarsi da tutt'altra parte, come nel Queens", invece questi scelsero il Bronx, proprio vicino all'Harlem River e al Polo Grounds. Nel 1922 gli Yankees fecero ritorno alle World Series, perdendo ancora contro i Giants. Importanti arrivi furono il manager Miller Huggins e il general manager Ed Barrow. L'assunzione di Huggins da parte di Ruppert, nel 1918, causò una frattura tra i proprietari che portò Ruppert a comprare la quota di Huston nel 1923.
Nel 1923 gli Yankees si spostarono nella loro nuova casa, lo Yankee Stadium. Fu il primo stadio per il baseball composto da tre anelli, potendo contenere 58.000 spettatori, una cifra altissima all'epoca. Nella prima gara allo Yankee Stadium Babe Ruth batté un fuoricampo, in quella che venne in seguito soprannominata "La casa costruita da Ruth". Al termine dell'anno gli Yankees affrontarono per la terza volta consecutiva i Giants alle World Series, riuscendo a conquistare il loro primo titolo. Prima di quel momento i Giants erano stati l'icona e la squadra dominante della città. Dal 1923 in avanti gli Yankees assunsero quel ruolo e i Giants avrebbero finito per trasferirsi a San Francisco.
Nella stagione 1927 gli Yankees schierarono una formazione che divenne nota come "Murderers' Row", considerata da alcuni come la miglior squadra della storia del baseball (anche se simili dichiarazioni sono state fatte per altre squadre degli Yankees, in particolare quelle 1939, 1961 e 1998). Gli Yankees vinsero l'allora record della AL di 110 gare, con sole 44 sconfitte, battendo i Pittsburgh Pirates per 4-0 nelle World Series 1927. I 60 fuoricampo totali di Ruth nel 1927 rimasero un primato per 34 anni. Nel frattempo, il prima base Lou Gehrig ebbe la sua prima grande stagione, battendo con .373, con 47 fuoricampo e 175 punti battuti a casa, superando il primato di Ruth di 171 del 1921. L'anno successivo, ancora una volta gli Yankees si laurearono campioni.
Nel 1931 Joe McCarthy divenne il manager della squadra, riportando la franchigia in vetta alla AL e alla vittoria delle World Series nel 1932 contro i Chicago Cubs, arrivando a una striscia di dodici vittorie consecutive in gare delle World Series. Questa serie fu resa celebre dal famoso ultimo home run di Babe Ruth, che il giocatore aveva mimato con un gesto prima di andare in battuta al Wrigley Field, un appropriato canto del cigno della sua illustre carriera a New York. Ruth avrebbe lasciato gli Yankees per unirsi ai Boston Braves della NL dopo il 1934, non raggiungendo più le World Series.

### Joltin' Joe DiMaggio (1936–1951)

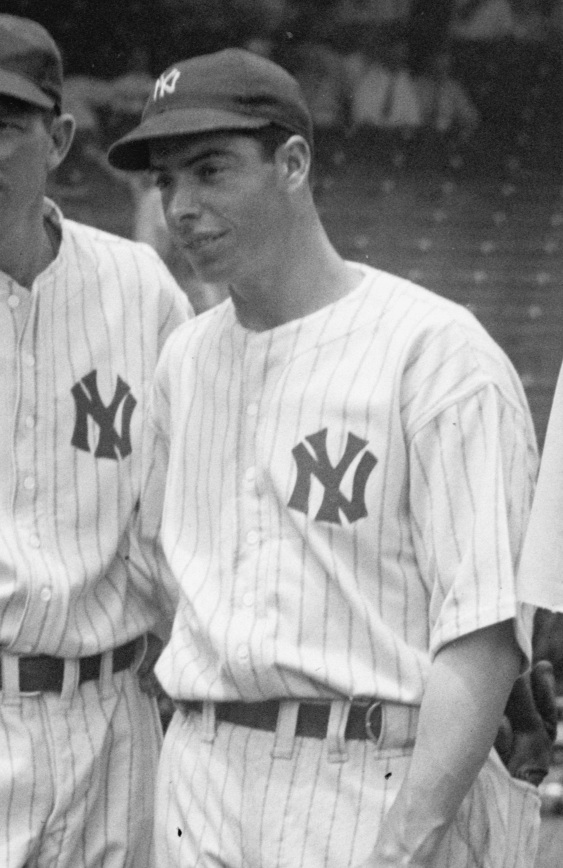
Nel 1941 Joe DiMaggio stabilì un record MLB con 56 gare consecutive con una battuta valida

Con il ritiro di Ruth Gehrig ebbe finalmente l'occasione di essere al centro dell'attenzione, cosa che durò però una sola stagione prima dell'apparire di una nuova stella: Joe DiMaggio. La squadra avrebbe vinto quattro World Series consecutive dal 1936 al 1939, un fatto senza precedenti. Per la maggior parte del 1939, tuttavia, dovettero rinunciare a Gehrig, costretto al ritiro a causa della sclerosi laterale amiotrofica, divenuta nota anche come "morbo di Lou Gehrig" in suo onore. Gli Yankees dichiararono il 4 luglio 1939 il "Lou Gehrig Day", quando ritirarono il suo numero 4 (il primo numero ritirato nel baseball). Gehrig tenne un famoso discorso proclamandosi "l'uomo più fortunato sulla faccia della Terra". Sarebbe scomparso due anni dopo.
Spesso descritto come l'ultimo anno dell'"epoca d'oro" prima della seconda guerra mondiale, il 1941 fu un anno in cui l'America osservò con trepidazione due avvenimenti: la ricerca di Ted Williams dei Red Sox dell'elusiva media di .400 in battuta e la striscia di battute valide di Joe DiMaggio in gare consecutive. Tale striscia durò 56 partite, ancora un primato della major league, ritenuto probabilmente imbattibile.
Due mesi e un giorno dopo che gli Yankees batterono i Brooklyn Dodgers nelle World Series del 1941 i giapponesi attaccarono Pearl Harbor e molti dei loro migliori giocatori, incluso DiMaggio stesso, furono richiamati dall'Esercito. Gli Yankees riuscirono comunque a battere i St. Louis Cardinals nelle World Series 1943.
Nel 1945 il magnate dell'edilizia Del Webb e i suoi soci Dan Topping e Larry MacPhail acquistarono la squadra da Ruppert per 2,8 milioni di dollari; MacPhail sarebbe uscito dalla società nel 1947.
Dopo alcune stagioni negative McCarthy fu licenziato all'inizio del 1946. Dopo alcuni manager ad interim, Bucky Harris ottenne il posto, raddrizzando la nave e portando gli Yankees a una vittoria combattuta nelle World Series 1947 contro i Dodgers.
Malgrado l'avere terminato solo tre gare dietro i vincitori Cleveland Indians nel 1948 Harris fu svincolato in favore di Casey Stengel, un manager dalla cattiva reputazione. Con gli Yankees tuttavia la sua gestione fu un successo. Gli "sfavoriti" Yankees rimontarono i quotati Red Sox nelle ultime due giornate della stagione 1949, in quella che divenne l'inizio della rivalità moderna tra le due squadre. All'epoca, la carriera di DiMaggio stava volgendo al termine e lo "Yankee Clipper" si ritirò dopo la stagione 1951. Quell'anno fu segnato anche dall'arrivo dell'"Oklahoma Kid", Mickey Mantle, una delle diverse nuove stelle che avrebbero portato nuovi successi al club.

### La squadra di Stengel negli anni cinquanta (1951–1959)

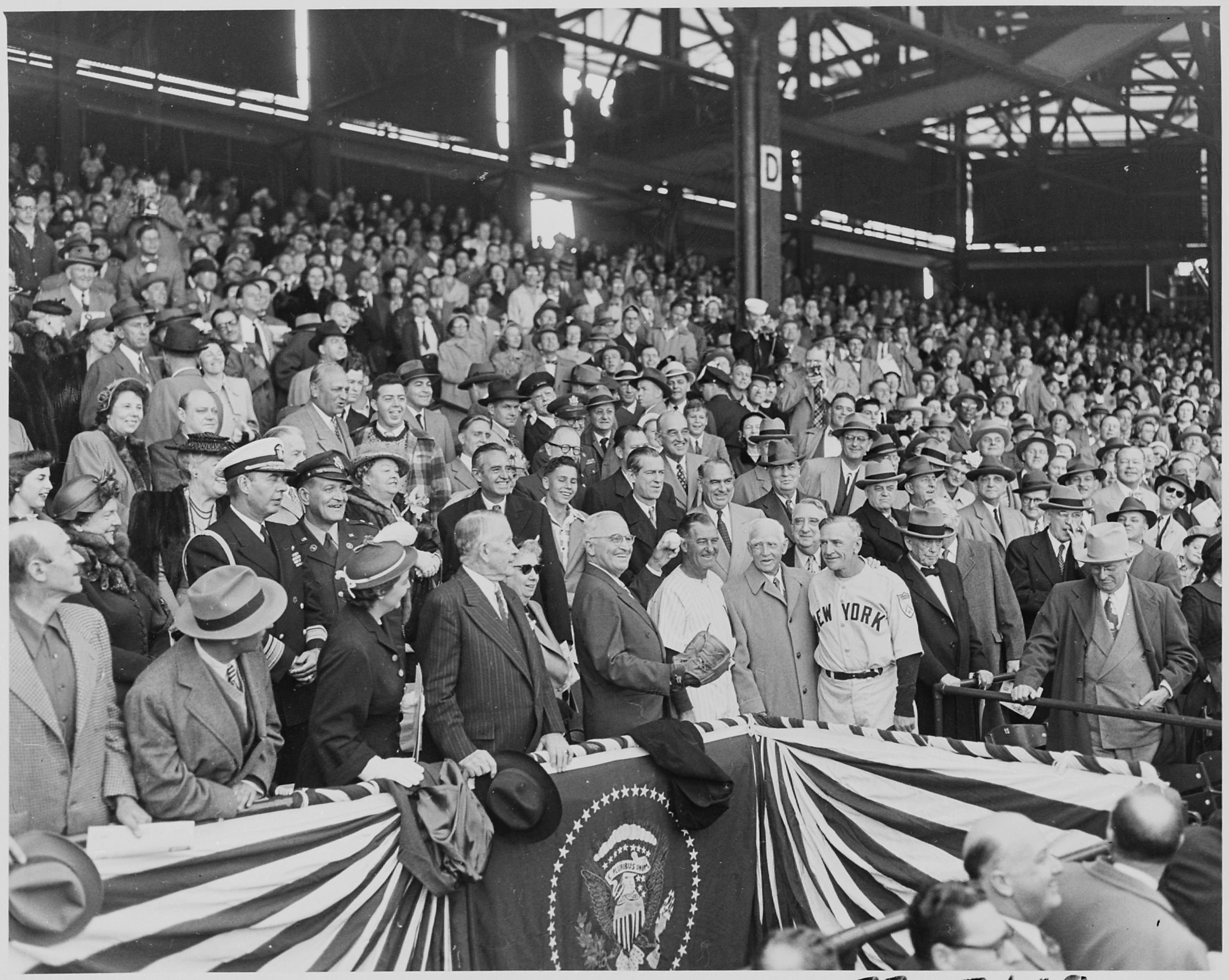
La prima giornata della stagione 1951. Il Presidente Harry Truman lanciò la palla cerimoniale.

Migliorando ciò che fecero le squadre di Joe McCarthy gli Yankees vinsero cinque World Series consecutive dal 1949 al sotto la direzione di Stengel, che rimane un primato della MLB. Guidate da giocatori come l'esterno Mickey Mantle, il lanciatore Whitey Ford e il ricevitore Yogi Berra, le squadre di Stengel vinsero dieci titoli dell'AL e sette World Series nelle sue dodici stagioni da manager del club. Stengel fu un maestro a ottenere pubblicità per sé stesso e la squadra, apparendo anche sulla copertina di Time nel 1955. Quello del 1950 fu il solo di quei titoli a non essere vinto contro i New York Giants o i Brooklyn Dodgers, ma contro i Whiz Kids, come venne soprannominata quell'anno la squadra dei Philadelphia Phillies.
Nel 1954 la franchigia vinse oltre cento partite ma gli Indians conquistarono la lega con un record della AL di 111 vittorie. L'anno seguente invece fu battuta dai Dodgers nelle World Series, dopo averli superati nei cinque precedenti confronti in finale. Gli Yankees però si rifecero l'anno seguente. L'8 ottobre 1956, nella quinta gara delle World Series 1956 ancora contro i Dodgers, il lanciatore Don Larsen lanciò l'unico perfect game della storia delle finali, il quale rimane l'unico di tutti i playoff mentre sarebbe rimasto il solo no-hitter fino a quello di Roy Halladay il 6 ottobre 2010.
Il club perse le World Series 1957 contro i Milwaukee Braves. Dopo le finali, i New York Giants e i Brooklyn Dodgers lasciarono entrambe la città per la California, con la prima che partì per San Francisco e la seconda per Los Angeles, lasciando gli Yankees come l'unica squadra di baseball di New York. Nelle World Series del 1958, gli Yankees ebbero la loro rivincita sui Braves, divenendo la seconda squadra a vincere la serie finale dopo essere stata in svantaggio per tre gare a una. Nel decennio, la squadra vinse sei campionati ('50, 51, '52, '53, '56, '58) otto titoli dell'American League (quei sei più quelli del '55 e '57). Guidati da Mantle, Ford, Berra, Elston Howard (il primo giocatore afroamericano degli Yankees) e dal nuovo acquisto Roger Maris, la squadra giunse agli anni sessanta tentando di replicare i successi del decennio precedente.

### Gli M&M Boys: Mantle e Maris (1960–1964)

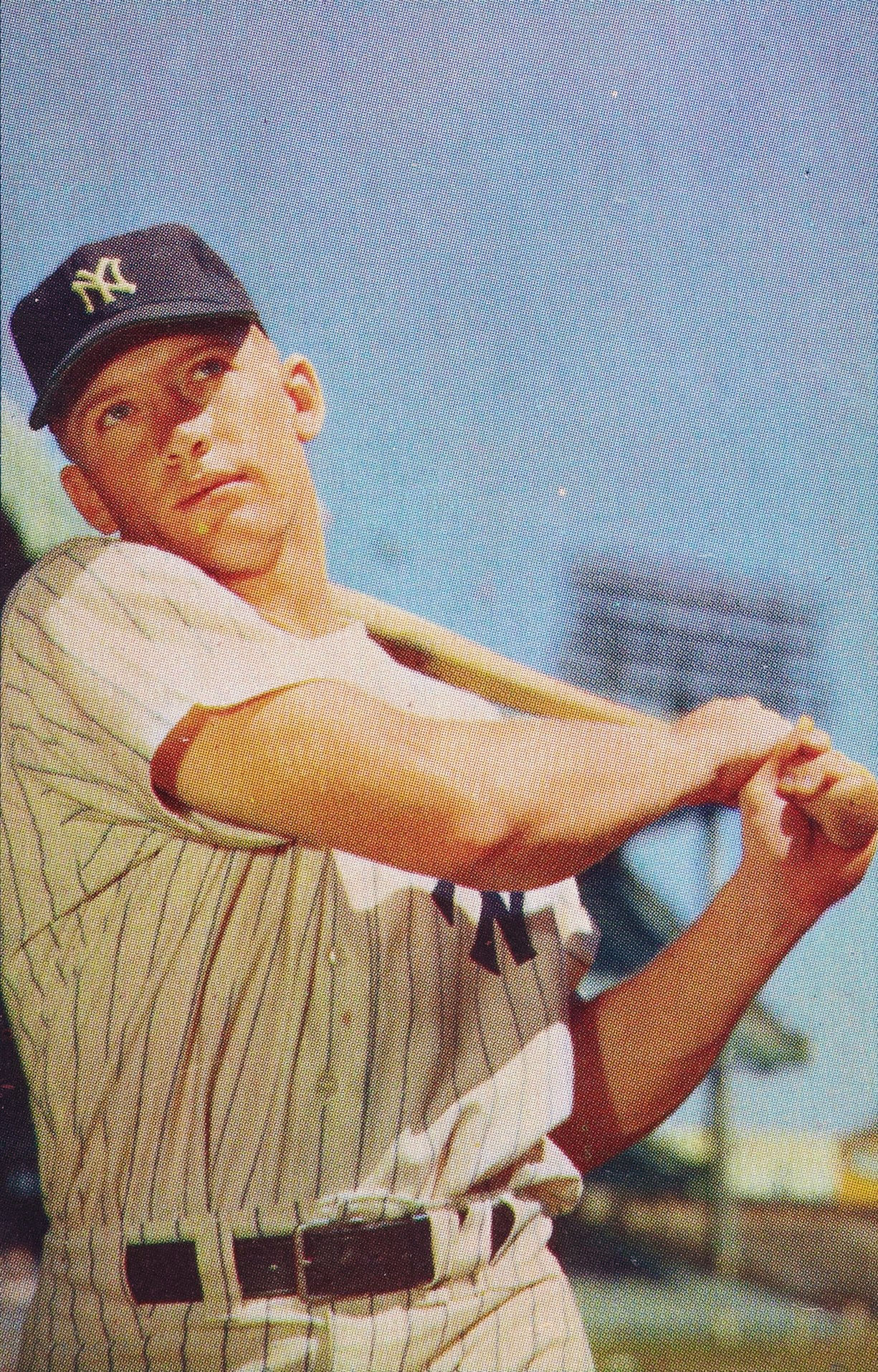
Mickey Mantle fu uno dei battitori più decorati della storia della franchigia, in particolare per la sua caccia al record di home run con Roger Maris nel 1961

Arnold Johnson, proprietario dei Kansas City Athletics, era da tempo un socio di affari dei co-proprietari degli Del Webb e Dan Topping. A causa di questa relazione scambiò con New York giovani giocatori in cambio di contanti e veterani di età avanzata and aging veterans. Inevitabilmente questi cambi favorirono principalmente gli Yankees, portando alle accuse agli Athletics di essere poco più che un'affiliata degli Yankees nelle major league.
Nel 1960 Charles O. Finley acquistò gli Athletics e pose fine a questi scambi. Gli Yankees si erano già rinforzati a sufficienza per il futuro, incluso un giovane esterno di nome Roger Maris. Nel 1960 Maris guidò la lega in percentuale di slugging, punti battuti a casa e basi extra. Finì inoltre secondo in fuoricampo (uno meno di Mantle) e basi totali, vinse il Guanto d'oro e fu premiato come MVP dell'American League.
Il 1961 fu uno degli anni memorabili della storia della squadra. Nel corso dell'estate Mantle e Maris batterono fuoricampo in grandi quantità, diventando noti come "M&M Boys". Alla fine, una grave infezione a un'anca costrinse Mantle a lasciare le gare e abbandonare la gara. Maris invece continuò a mantenere alti ritmi e il 1º ottobre, ultimo giorno della, batté l'home numero 61, superando il record stagionale di 60 di Babe Ruth. Tuttavia il Commissioner della MLB Ford Frick (che, come si scoprì in seguito, era stato il ghostwriter di Babe Ruth durante la sua carriera) decretò che dal momento che Maris aveva giocato in una stagione 162 partite, mentre Ruth (nel 1927) ne aveva giocata una con 154, sarebbero stati tenuti due record separati. Sarebbero occorsi trent'anni prima che il doppio record fosse superato da Mark McGwire nel 1998. Maris detiene ancora il primato dell'American League.
Gli Yankees vinsero la AL con un record di 109–53 nel 1961 e batterono i Cincinnati Reds nelle World Series. La squadra concluse la stagione con l'allora record di 240 home run.
Dopo gli addii nel 1957 dei Dodgers per Los Angeles e dei Giants per San Francisco New York era rimasta con una sola squadra per la prima volta dall'inizio del baseball professionistico. Nel 1962 la scena sportiva della città cambiò quando la National League decise di espandersi con una nuova squadra, i New York Mets, che giocarono nell'ex casa dei Giants, il Polo Grounds, per due stagioni durante la costruzione dello Shea Stadium nel vicino Queens. I Mets del 1962 persero un record di 120 gare mentre gli Yankees vinsero il decimo campionato degli ultimi sedici anni, battendo i Giants in sette gare. Sarebbe rimasto l'ultimo titolo della squadra sino al 1977
La squadra del 1963 raggiunse ancora una volta la finalissima, ma perse in quattro gare contro i Los Angeles Dodgers. A fine anno, Yogi Berra, che si era appena ritirato da giocatore, divenne il manager. Gli anziani Yankees fecero ritorno alle World Series nel 1964 ma persero in sette gare con i Cardinals. Non sarebbero tornati in finale fino al 1976.

### Nuova proprietà e rapido declino (1964–1972)
Dopo la stagione 1964 CBS acquistò l'80% degli Yankees da Topping e Webb per 11,2 milioni di dollari. Con la nuova proprietà, iniziò il declino della squadra, che terminò al posto della division nel 1965, la prima annata con un bilancio negativo di vittorie degli ultimi 40 anni.
Nel 1966 il club finì ultimo nella AL per la prima volta dal 1912. Fu anche la prima volta che terminò con due stagioni negative consecutive dal 1917 e 1918. Nel 1967 invece conclusero penultimi. Mentre le cose migliorarono leggermente a cavallo del decennio, non finirono mai oltre il quarto posto durante la proprietà della CBS, nel 1970. Topping e Webb avevano posseduto degli Yankees per 20 anni, mancando le World Series solo cinque volte e vincendone 10 su 15 quando vi erano giunti. Con la CBS invece non vi si qualificarono mai.
Diversi ragioni contribuirono al declino, ma la principale fu l'incapacità della squadra di sostituire le sue stelle anziane con delle nuove, come invece avevano fatto consistentemente nell'ultimo mezzo secolo. Tra la stagione 1961 e 1962, i tifosi iniziarono a notare un declino nel talento presente nella squadra. Ciò venne acuito dall'introduzione del draft quell'anno, che significò che gli Yankees non poterono più ottenere qualsiasi giocatore desiderassero. Mentre gli Yankees in quel periodo scegliessero spesso nelle prime posizione del draft a causa dei loro record negativi, solo Thurman Munson ebbe un rendimento all'altezza delle aspettative.
All'inizio di questo periodo la storica "Voce degli Yankees" Mel Allen, annunciatore principale della squadra dal 1939, fu licenziato dopo la stagione 1964, probabilmente per ridurre i costi dello sponsor, la birra Ballantine.
Durante il centenario della nascita del baseball nel 1969 furono nominati i migliori giocatori per ogni ruolo per ogni squadra. I migliori degli Yankees furono: Bill Dickey (ricevitore), Whitey Ford (lanciatore mancino), Red Ruffing (lanciatore destro), Johnny Murphy (lanciatore sostitutivo), Lou Gehrig (prima base), Tony Lazzeri (seconda base), Phil Rizzuto (esterno), Red Rolfe (terza base), Joe DiMaggio (esterno centro, nominato anche "Miglior giocatore vivente"), Babe Ruth (esterno destro), Mickey Mantle (esterno sinistro) e Casey Stengel (manager).

### Steinbrenner, Martin, Jackson e Munson: lo "zoo del Bronx" (1973–1981)
Un gruppo di investitori, guidati dall'immobiliarista di Cleveland George Steinbrenner (1930–2010), acquistò il club dalla CBS il 3 gennaio 1973 per 8,7 milioni di dollari. Mike Burke rimase il presidente fino a quando si dimise in aprile. Nel giro di un anno, Steinbrenner acquistò la maggior parte della quote degli altri soci, diventando il proprietario principale, anche se Burke continuò a detenere una quota di minoranza negli anni ottanta
Uno degli obiettivi principali di Steinbrenner era di rinnovare lo Stadium, deterioratosi significativamente sul finire degli anni sessanta. La CBS inizialmente suggerì alcuni rinnovi, ma la squadra nel frattempo avrebbe dovuto giocare da qualche altra parte e i Mets si rifiutarono di ospitarli allo Shea Stadium. Fu proposto un nuovo stadio alle Meadowlands, lungo il Fiume Hudson nel New Jersey (e alla fine venne costruito, il Giants Stadium, venendo utilizzato per il football). A metà del 1972, il Sindaco John Lindsay si inserì e la città acquistò lo Stadium, iniziando un piano di rinnovo di due anni. Dal momento che la città possedeva anche lo Shea, i Mets dovettero concedere agli Yankees di giocare due stagioni lì. I rinnovi modernizzarono l'aspetto dello stadio, alterando significativamente le dimensioni e riconfigurando alcune delle zone dei posti a sedere.

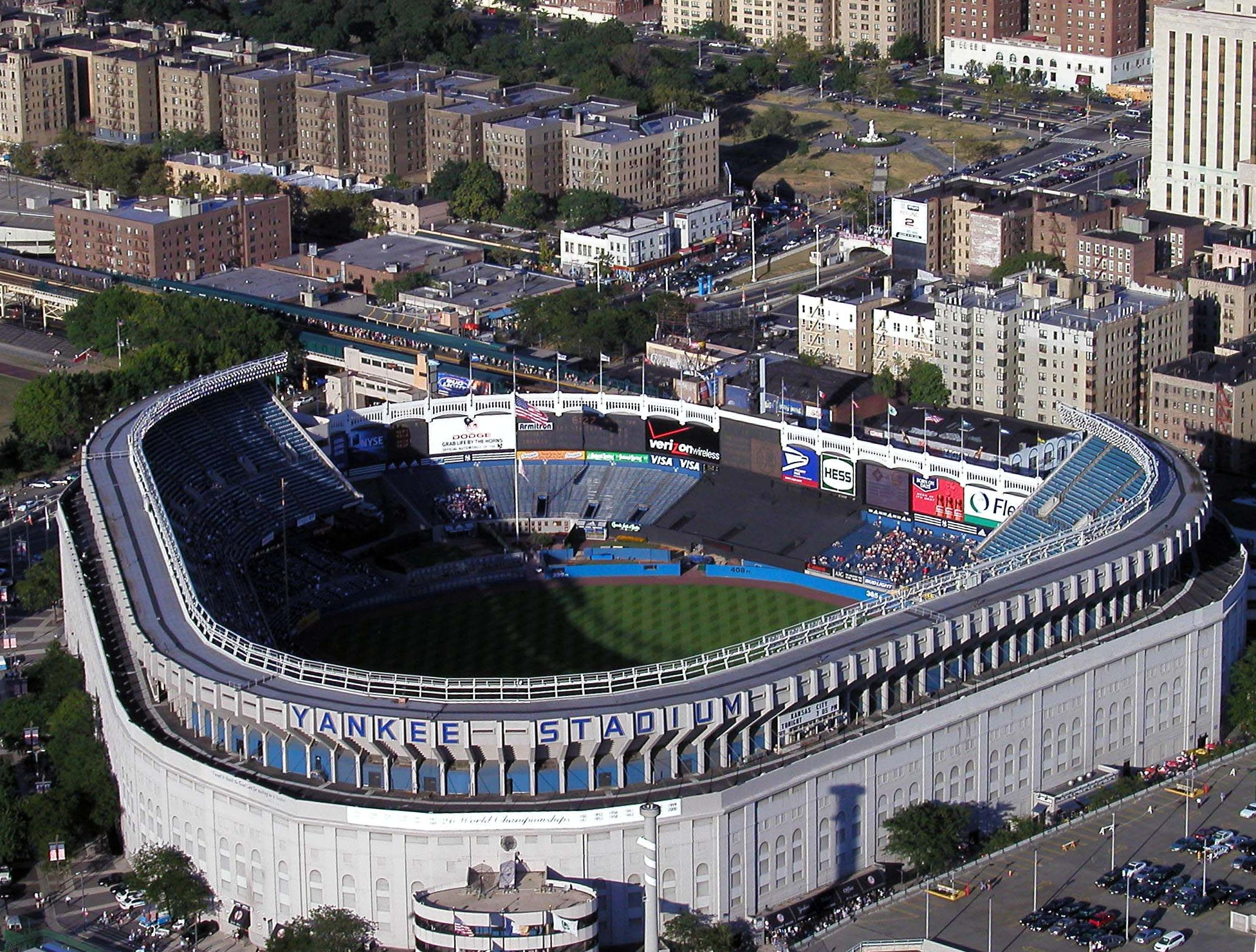
Nel 1974 e 1975, lo Yankee Stadium fu rinnovato assumendo la sua configurazione definitiva

Dopo la stagione 1974, Steinbrenner fece una mossa che diede il via all'era moderna dei free agent, firmando la stella James Augustus "Catfish" Hunter da Oakland. A metà del 1975 assunse l'ex seconda base Billy Martin come manager. Con questi alla guida, la squadra tornò alle World Series, dove fu sconfitta in quattro gare dai Cincinnati Reds e la loro celebre "Big Red Machine".
Dopo la stagione 1976 Steinbrenner acquistò la stella di Oakland, l'esterno Reggie Jackson, che aveva trascorso l'ultima annata con i Baltimore Orioles. Durante gli allenamenti primaverili del 1977, Jackson si alienò le simpatie dei compagni di squadra con controversi commenti sul capitano della squadra, il ricevitore Thurman Munson. Ebbe anche cattivi rapporti con il manager Billy Martin, che aveva allenato i Detroit Tigers nel 1972 quando gli Athletics di Jackson li avevano battuti nei playoff dei quell'anno. Jackson, Martin e Steinbrenner si scontrarono spesso durante i cinque anni di contratto di Jackson. Martin sarebbe stato assunto e licenziato da Steinbrenner cinque volte nel corso dei successivi 13 anni. Questi conflitti, assieme alla natura estremamente esagitata dei tifosi degli Yankees su finire degli anni settanta e le cattive condizioni del Bronx, portarono l'organizzazione degli Yankees e lo stadio a essere soprannominati "lo zoo del Bronx". Malgrado queste turbolenze, Jackson dominò le World Series del 1977, quando colpì tre fuoricampo nella stessa gara e, complessivamente, quattro home run consecutivi su lanci di quattro diversi lanciatori. Le sue prestazioni gli valsero il premio di MVP delle World Series e il soprannome di "Mr. October".
Sul finire degli anni settanta la corsa per la vittoria dell'American League fu spesso una ristretta competizione tra gli Yankees e i Red Sox. Negli anni cinquanta e all'inizio degli anni sessanta, i Yankees erano stati dominanti mentre i Red Sox erano largamente un non fattore. Nel decennio successivo invece, i ruoli si erano invertiti.
Il 14 luglio 1978 gli Yankees erano in svantaggio di 14,5 gare rispetto ai Red Sox. Sul finire di luglio, Martin sospese Reggie Jackson per non avere eseguito un suo ordine mentre era in battuta. Quando Jackson fece ritorno, Martin rilasciò dichiarazioni contro lo stesso e contro il proprietario Steinbrenner. Martin fu costretto a dimettersi il giorno successivo, venendo sostituito da Bob Lemon. Ciò avvenne quando la squadra giungeva da cinque vittorie consecutive, mentre Boston da cinque sconfitte consecutive.
Gli Yankees continuarono a vincere partite, guadagnando terreno sui rivali di Boston per la serie decisiva di quattro partite a Fenway Park all'inizio di settembre, giungendo a sole quattro gare di svantaggio dai Red Sox. Gli Yankees vinsero tutte e quattro quelle gare, in quello che divenne noto come "Massacro di Boston", conquistando quelle sfide con punteggi di 15–3, 13–2, 7–0 e 7–4. Nella terza gara lanciò "Louisiana Lightning" Ron Guidry, che non fece subire alcun punto alla sua squadra e che avrebbe guidato le major league con un 25–3 di record e 1.74 di media PGL. Guidry terminò quella stagione con 248 strikeout ma i 260 di Nolan Ryan dei California Angels lo privarono della vittoria della Tripla corona.
L'ultimo giorno della stagione regolare i due club terminarono appaiati al primo posto della AL East division, venendo così disputato uno spareggio a Fenway Park. Con Guidry a lanciare contro l'ex Yankee Mike Torrez, i Red Sox si portarono in vantaggio 2-0. Nel settimo giro, l'interbase Bucky Dent segnò un home run da tre punti contro il "Green Monster" (il famoso muro sinistro di Fenway Park), portando gli Yankees in vantaggio 3–2. Il fuoricampo solitario di Reggie Jackson nell'inning successivo sigillò la vittoria per 5–4 che valse il titolo di division.
Dopo avere battuto i Kansas City Royals per il terzo anno consecutivo nelle American League Championship Series gli Yankees affrontarono nuovamente i Dodgers in finale. Persero le prime due gare a Los Angeles ma vinsero le tre successive allo Yankee Stadium e gara 6 a Los Angeles, conquistando il loro 22º titolo.
Nel 1979 avvennero diversi cambiamenti. L'ex vincitore del Cy Young Award e closer Sparky Lyle fu scambiato con i Texas Rangers per diversi giocatori, incluso Dave Righetti. Tommy John fu acquisito dai Dodgers e Luis Tiant dagli odiati Red Sox per migliorare il reparto dei lanciati. Nel corso della stagione, Bob Lemon fu sostituito da Billy Martin.

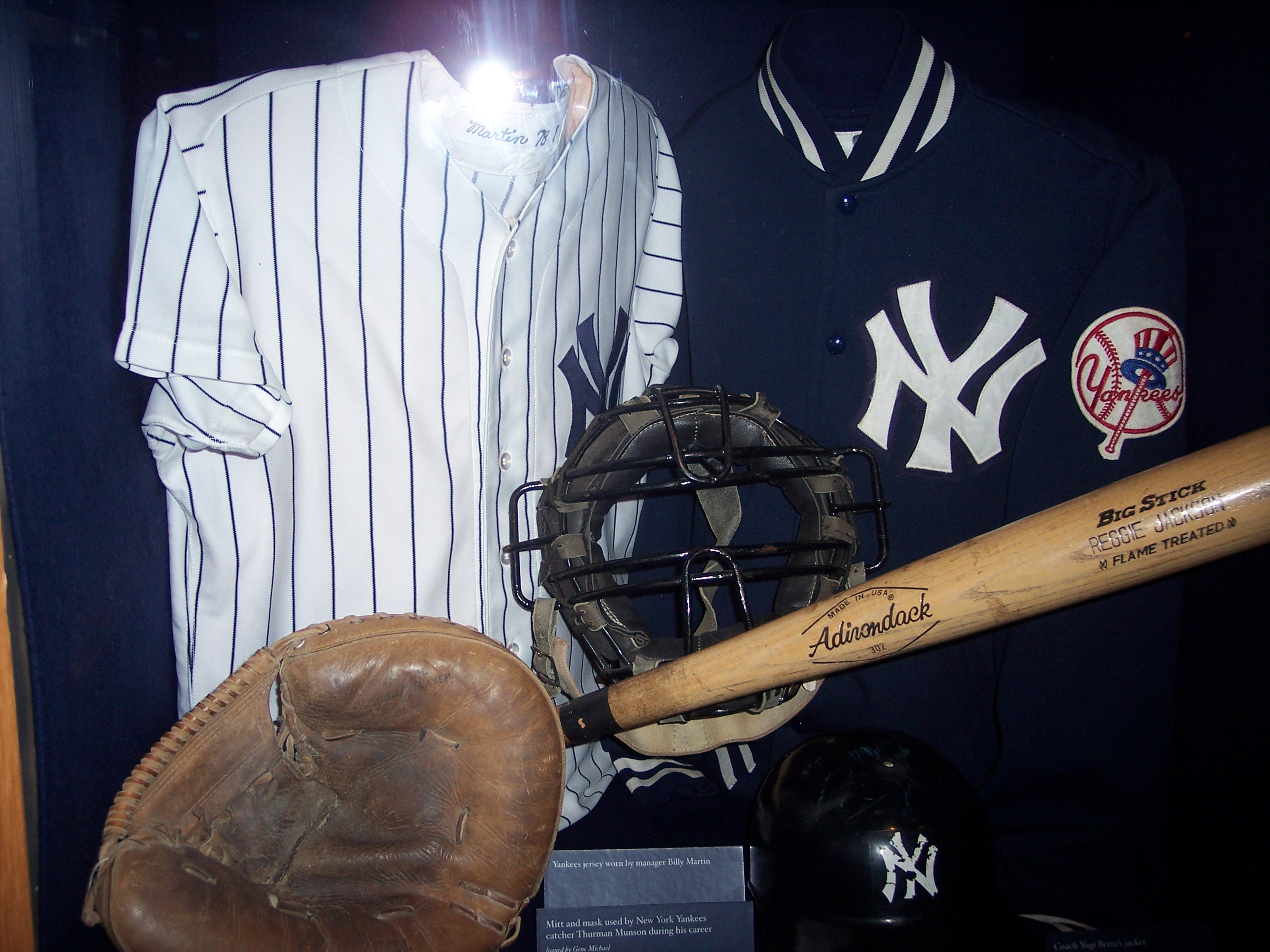
La divisa da catcher di Thurman Munson, capitano della squadra morto in un incidente aereo nel 1979

Gli anni settanta ebbero una conclusione tragica per gli Yankees. Il 2 agosto 1979 Thurman Munson morì in uno schianto del suo aereo privato mentre si stava allenando sugli atterraggi. Quattro giorni dopo, l'intera squadra volò a Canton, Ohio, per i funerali, malgrado l'avere in programma una partita quello stesso giorno contro gli Orioles. Martin fu irremovibile nell'affermare che il funerale fosse più importante e che non si interessava se fossero tornati in tempo. Bobby Murcer, uno stretto amico di Munson, fu scelto per recitare l'elegia funebre. In una gara trasmessa in diretta nazionale, Murcer utilizzò la mazza di Munson (che donò alla moglie dell'amico a fine partita), permettendo alla squadra di segnare tutti gli ultimi cinque punti e di vincere in rimonta 5–4. Prima della partita, il posto nello spogliatoio di Munson rimase vuoto, a eccezione del suo guantone. Da allora, gli Yankees deciderlo di lasciarlo sempre vuoto e quando si trasferirono nel nuovo stadio, questo fu sradicato e installato nel museo del nuovo stadio. Il suo numero 15 fu ritirato dalla squadra.
La stagione 1980 portò altri cambiamenti per gli Yankees. Billy Martin fu licenziato ancora una volta e Dick Howser prese il suo posto. Chris Chambliss fu scambiato con i Toronto Blue Jays per il ricevitore Rick Cerone. Grazie alla presenza di Howser, Reggie Jackson ottenne una media battuta di .300 per l'unica volta in carriera, colpendo 41 fuoricampo e finendo secondo nel premio di miglior giocatore della stagione dietro a George Brett di Kansas City. Quell'anno la franchigia vinse 103 e la division davanti agli Orioles ma perse 4-0 contro i Royals nei playoff.
A fine anno gli Yankees fecero firmare a Dave Winfield un contratto di dieci anni. Inoltre licenziarono Howser e lo sostituirono con Gene Michael. Sotto la sua direzione vinsero la AL East prima che uno sciopero dei giocatori colpisse la lega nel giugno 1981. Nella seconda metà della stagione, gli Yankees faticarono, diretti da Bob Lemon che aveva a sua volta sostituito Michael. Nei playoff batterono i Milwaukee Brewers e gli Oakland Athletics di Billy Martin. Nelle World Series vinsero le prime due gare contro i Dodgers, ma gli avversari rimontarono vincendo le successive quattro e il loro primo titolo dal 1965.

### Periodo di difficoltà: gli anni di Mattingly (1982–1995)

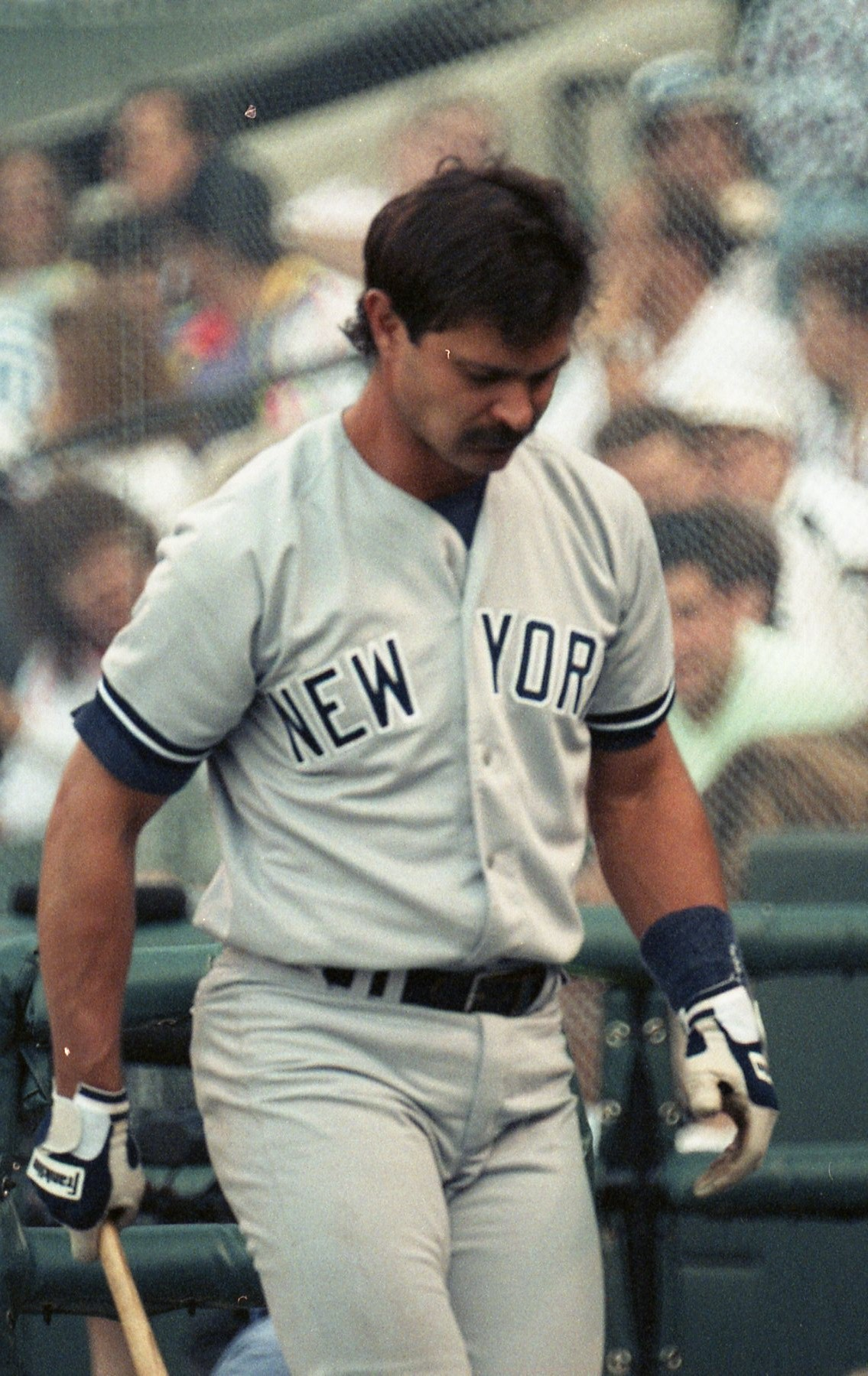
Don Mattingly fu il miglior giocatore degli Yankees che faticarono negli anni ottanta

Dopo la sconfitta con i Dodgers gli Yankees iniziarono la loro più lunga assenza dai playoff dal 1921. Seguendo gli esempi di St. Louis Cardinals e della Big Red Machine che aveva battuto i suoi nelle World Series '76, George Steinbrenner annunciò il suo piano di trasformare gli Yankees da "Bronx Bombers" a "Bronx Burners", aumentando cioè l'abilità della squadra di vincere partite basate sulla velocità e sulla difesa invece che sull'"attendere 3 punti da un home run". Il primo passo in questa direzione fu firmare Dave Collins dai Cincinnati Reds prima della stagione 1981. Collins fu poi scambiato con i Toronto Blue Jays dopo la stagione 1982 in un accordo che vedeva la presenza dei futuri All-Star Fred McGriff e Mike Morgan. In cambio gli Yankees ottennero Dale Murray e Tom Dodd.
Gli Yankees degli anni ottanta furono guidati dal prima base All-Star Don Mattingly. Malgrado l'avere vinto più partite di qualsiasi altra squadra della MLB, non riuscirono a vincere le World Series (il primo decennio a secco di vittorie dagli anni 1910) ed ebbero una sola apparizione ai playoff. Anche se ebbero spesso un ottimo attacco, con giocatori come Rickey Henderson, Don Baylor, Ken Griffey Sr., Mike Pagliarulo, Steve Sax e Jesse Barfield, e guidarono la lega in punti segnati nel decennio, quegli Yankees non erano dotati di lanciatori all'altezza per vincere un titolo. Il reparto migliorò all'inizio degli anni novanta con Al Leiter, Doug Drabek e Jose Rijo ma tutti questi vennero ceduti prima che potessero sviluppare il loro pieno potenziale.
La squadra andò vicina a vincere la AL East nel 1985 e 1986, finendo dietro rispettivamente a Blue Jays e Red Sox (che quell'anno persero le World Series con i Mets) ma scese al quarto posto nel 1987 e al quinto nel 1988, malgrado l'essere stata al primo posto a metà stagione in entrambe le occasioni.
Per la fine del decennio l'attacco degli Yankees era in declino. Henderson e Pagliarulo se ne andarono a metà del 1989, mentre problemi alla schiena tormentarono sia Winfield (che aveva perso l'intera stagione '89) che Mattingly (che perse quasi tutta la seconda parte del 1990). Alla fine Winfield si accasò agli Angels. Dal 1989 al 1992, la squadra ebbe un record negativo, spendendo una significativa quantità di denaro in free agent e in scelte del draft che non mantennero le aspettative. Nel 1990 ebbe il peggior record della American League.
Il 1º luglio 1990 il lanciatore Andy Hawkins divenne il primo Yankee di sempre malgrado l'avere lanciato un no-hitter. Il terza base Mike Blowers commise un errore, seguito da uno dell'esterno sinistro Jim Leyritz con le basi cariche, permettendo agli avversari di segnare quattro punti. Quella sconfitta per 4–0 contro i Chicago White Sox fu il maggiore margine negativo per un no-hitter nel ventesimo secolo.
Tali annate negative ebbero infine termine. Steinbrenner assunse Howard Spira per coprire la notizie che avrebbero potuto danneggiare la squadra su Winfield e fu in seguito sospeso dalle operazioni di routine dal Commissioner Fay Vincent quando il fatto fu svelato. Questo portò la dirigenza a implementare un piano di acquisizione e sviluppo di giocatori coerente e senza l'interferenza del proprietario. Il general Manager Gene Michael, assieme al manager Buck Showalter, spostò le priorità della squadra dalle acquisizione costose allo sviluppo di giocatori nel cosiddetto farm system. Questa nuova filosofia portò giocatori chiave come l'esterno Bernie Williams, l'interbase Derek Jeter, il ricevitore Jorge Posada e i lanciatori Andy Pettitte e Mariano Rivera. Il primo significativo successo giunse nel 1994 quando gli Yankees avevano il miglior record della AL, ma uno sciopero dei giocatori troncò la stagione e la migliore occasione della carriera di Mattingly di vincere le World Series. Nel corso di ottobre, i media continuarono a speculare su cosa sarebbe potuto accadere se non avesse avuto luogo lo sciopero.
Un anno dopo la squadra si qualificò per i playoff con il nuovo sistema delle wild card. Nelle American League Division Series contro i Seattle Mariners, gli Yankees vinsero le prime due partite in casa, dopo di che ne persero tre a Seattle, venendo eliminati. Mattingly, sofferente per i problemi alla schiena, si ritirò dopo la stagione 1995. Ebbe la sfortunata distinzione di iniziare e concludere la carriera esattamente negli anni agli estremi della striscia negativa senza World Series della squadra (1981 e 1996).

### Una nuova dinastia (1996–2007)

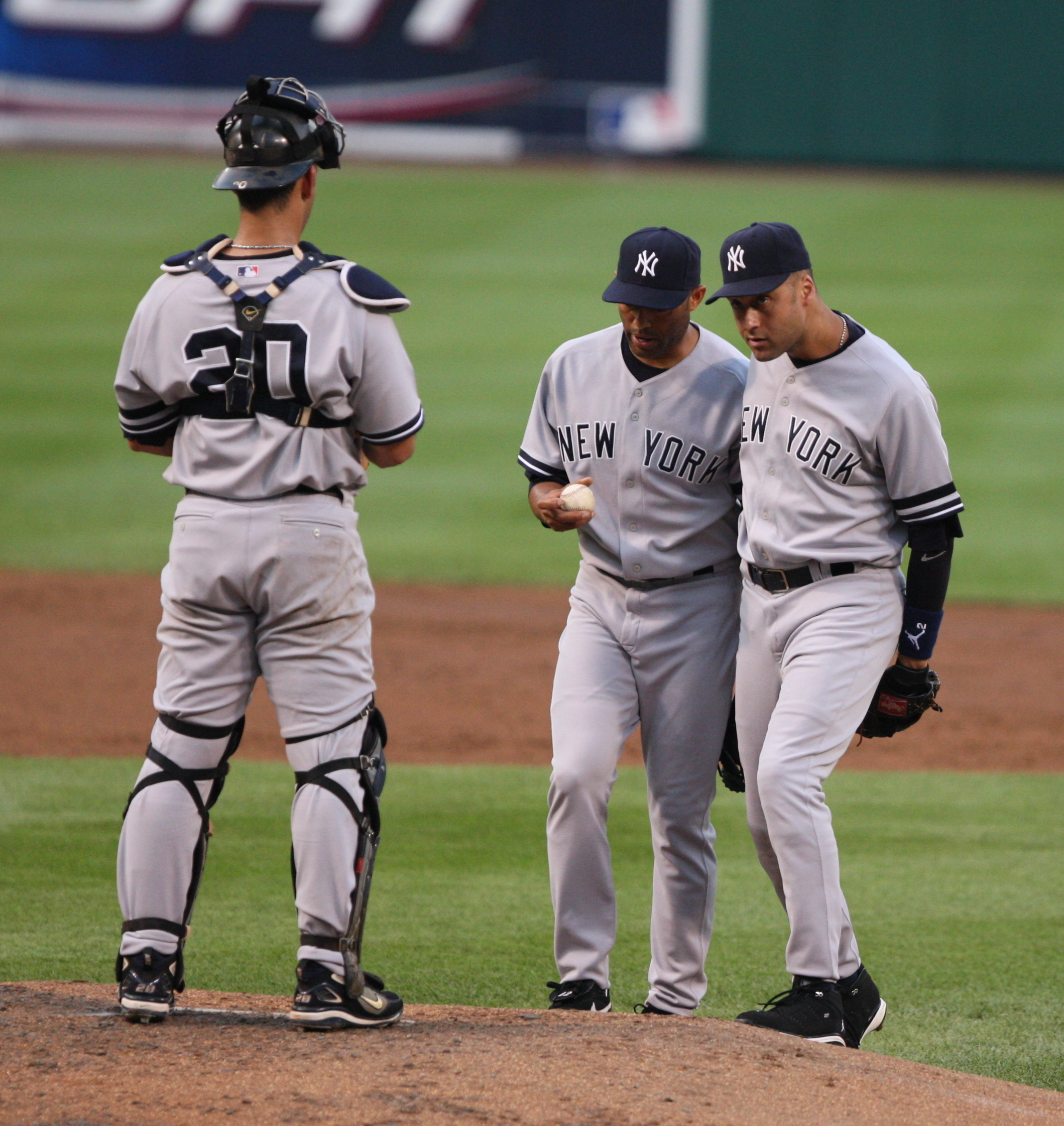
Jorge Posada, Mariano Rivera e Derek Jeter furono tra gli artefici delle vittorie degli Yankees dopo un periodo di difficoltà

La squadra assunse Joe Torre come nuovo manager, il quale veniva da un'esperienza mediocre come allenatore nella National League, e tale scelta fu inizialmente derisa ("Clueless Joe" intitolò il New York Daily News, l'incompetente Joe). Tuttavia, la sua natura tranquilla si dimostrò adatta alla squadra e la sua permanenza fu la più lunga della proprietà di George Steinbrenner.
Il 1996 vide l'emergere di tre Yankee che avrebbero formato il nucleo della squadra negli anni a venire: il rookie Derek Jeter, Andy Pettitte e Mariano Rivera. Grazie a questi giovani atleti, la squadra conquistò il primo titolo di division in 15 anni nel 1996. Sconfissero i Rangers nelle ALDS mentre nel turno successivo batterono gli Orioles in cinque gare, in una serie che vide la celebre interferenza del giovane tifoso Jeffrey Maier che diede un home run agli Yankees. Nelle World Series la squadra perse le prime due gare contro gli Atlanta Braves ma rimontò e conquistò il primo titolo in 18 anni. Jeter fu premiato come rookie dell'anno. Nel 1997 gli Yankees persero le Division Series contro gli Indians in cinque gare. GM Bob Watson rassegnò le proprie dimissioni, venendo sostituito da Brian Cashman.
Gli Yankees del 1998 sono spesso considerati una delle migliori formazioni della storia del baseball, terminando con l'allora record della AL di 114 vittorie e poi battendo 4-0 i San Diego Padres in finale. Le loro 125 vittorie complessive tra stagione regolare e playoff sono un record della MLB. Questo fu l'unico titolo di questa dinastia a non essere vinto contro i Mets o i Braves.
Il 17 maggio 1998 David Wells lanciò un perfect game contro i Minnesota Twins allo Yankee Stadium. Il 18 luglio 1999, nello "Yogi Berra Day" allo Stadium, David Cone lanciò un altro perfect game contro i Montreal Expos. Nelle American League Championship Series 1999 gli Yankees incontrarono per la prima volta i Red Sox in una gara di playoff. La squadra sarebbe andata poi a vincere le World Series, terminando con un record nel biennio di playoff 1998-1999 di 22-3.
Nel 2000 la squadra affrontò i Mets nelle prime "Subway Series" (come sono chiamate le serie che vedono opposte le squadre di New York) nelle World Series dal 1956. Gli Yankees vinsero in cinque partite, ma una sconfitta in gara 3 interruppe la loro striscia di partite consecutive vinte nelle World Series a 14, superando il precedente primato di 12 (nel 1927, 1928 e 1932). Al 2015, gli Yankees sono l'ultima squadra della major league a essersi ripetuta come campioni. Quell'anno si unì alle squadre degli Yankees dei periodi 1936–1939 e 1949–1953, oltre agli Oakland Athletics del 1972–1974 ad avere vinto tre titoli consecutivi.
In seguito agli attacchi terroristici dell'11 settembre quell'anno la squadra batté gli Athletics nelle Division Series e i Mariners nelle Championship Series. Con il quarto titolo della AL consecutivo gli Yankees del 1998–2001 si unirono ai Giants del 1921–1924 New York Giants e alle loro squadre del '36–'39, '49–'53, '55–'58 e '60–'64 come uniche altre formazioni a riuscirvi. Nelle World Series 2001 la squadra uscì sconfitta contro gli Arizona Diamondbacks. Malgrado una serie negativa in cui batté sotto il .200, Derek Jeter ottenne il soprannome di "Mr. November", che ricordava il "Mr. October" di Reggie Jackson, per il suo fuoricampo in gara 4.
Una squadra ampiamente rinnovata terminò la stagione 2002 con il miglior bilancio della AL, 103–58. Quell'anno Alfonso Soriano divenne il primo seconda base di sempre a battere trenta home run e a rubare trenta basi in una stagione. Nelle Division Series la squadra perse contro gli Angels, futuri campioni in quattro gare.
Nel 2003 New York ebbe ancora il miglior record della AL (101–61), con Roger Clemens che ottenne la 300ª vittorie e il 4000º strikeout in carriera. Nelle Championship Series sconfissero i Red Sox] in sette gare. Nelle World Series persero contro i Florida Marlins in sei gare, venendo sconfitti nelle WS in casa per la prima volta dal 1981.

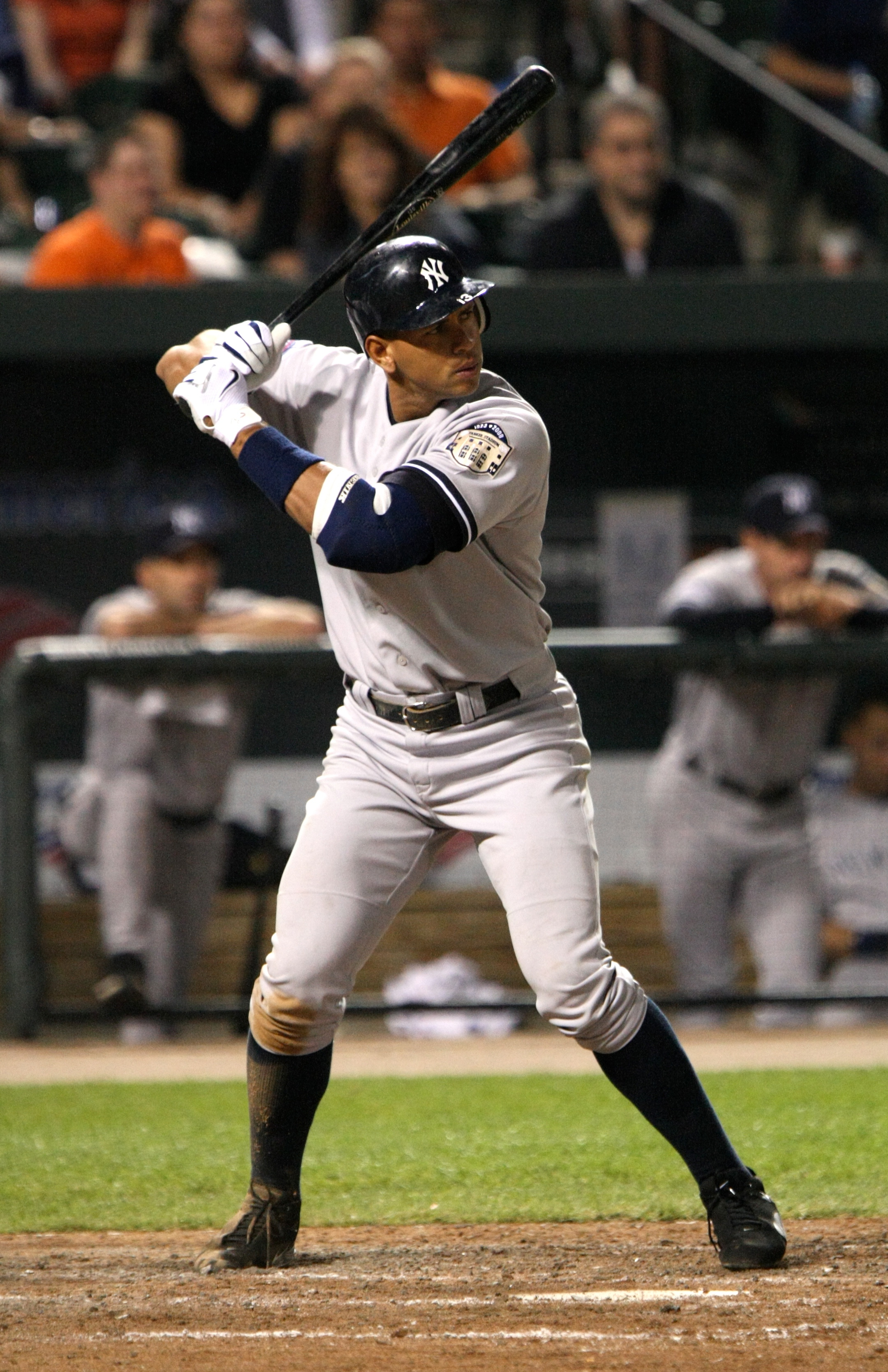
Il terza base Alex Rodriguez nel 2007

Nel 2004 la squadra acquisì Alex Rodriguez, che si spostò dal consueto ruolo di interbase a quello di terza base per lasciare spazio a Derek Jeter. Nelle ALCS gli Yankees incontrarono i Boston Red Sox e divenne la prima squadra nella storia del baseball professionistico, e la solamente la terza nella storia delle squadre del Nord America, a perdere una serie al meglio delle sette gare dopo essere stati in vantaggio per 3-0.
Nel 2005 Alex Rodriguez fu premiato come miglior giocatore della lega, il primo Yankee dopo Don Mattingly nel 1985. La squadra vinse la AL East ma perse nelle ALDS in cinque gare contro gli Angels. La stagione 2006 fu caratterizzata dalla vittoria di tutte e cinque le gare contro i Red Sox a Fenway Park (a cui talvolta ci si riferì come "Second Boston Massacre"), con un punteggio complessivo di 49–26.
Malgrardo la vittoria della Division per il quarto anno consecutivo il club perse nelle ALDS contro i Detroit Tigers. Al termine della serie, una tragedia scosse la squadra quando il lanciatore Cory Lidle morì in uno schianto aereo a Manhattan. Dopo Thurman Munson, Lidle fu il secondo giocatore attivo degli Yankees a morire in un incidente sul proprio aereo privato.
Il 18 giugno 2007 i Yankees abbatterono un'altra barriera firmando i primi due giocatori cinesi della MLB, e diventando la prima squadra della lega a firmare un contratto pubblicitario con una compagnia cinese. Sul diamante, la loro striscia di nove vittorie consecutive si interruppe, raggiungendo comunque i playoff come Wild Card. Per il terzo anno consecutivo però la squadra fu eliminata nel primo turno, questa volta da parte degli Indians. A fine anno, Joe Torre tornò nella National League per allenare i Dodgers.

### Anni recenti (2008–presente)

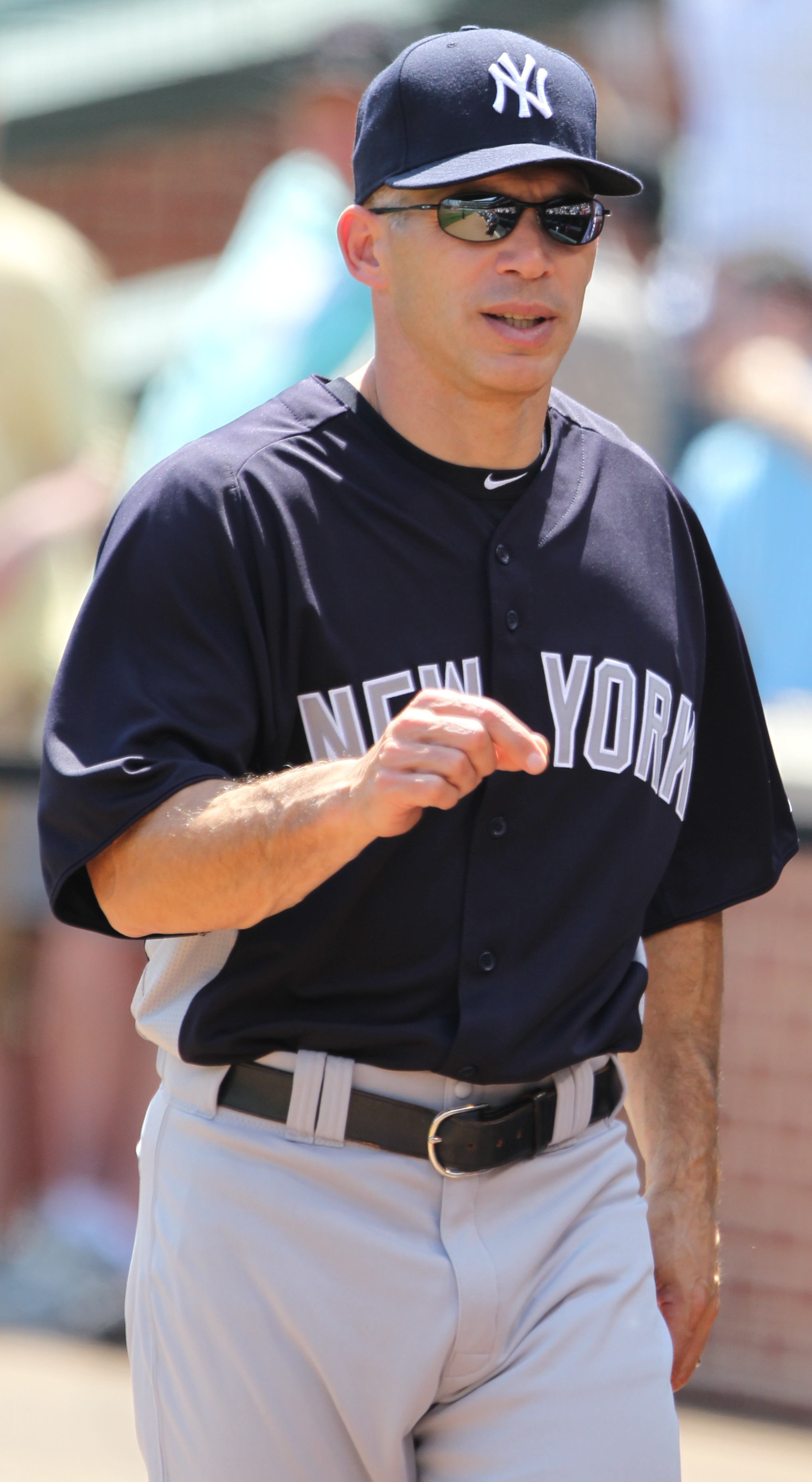
L'ex catcher Joe Girardi divenne il manager nel 2008

Dopo la partenza di Torre la franchigia firmò l'ex ricevitore Joe Girardi con contratto triennale per allenare il club. Quella del 2008 fu l'ultima annata disputata allo Yankee Stadium. La squadra fu tormentata dagli infortuni e per la prima volta in 14 anni non raggiunse i playoff.
Prima della stagione 2009 gli Yankees rinforzarono il loro roster con l'acquisizione di diversi quotati free agent, inclusi CC Sabathia, Mark Teixeira, e A.J. Burnett. La squadra debuttò anche nel nuovo Yankee Stadium e tornò a vincere la division. Nelle Division Series batterono i Twins e nel turno successivo gli Angels. Nelle World Series superarono i Philadelphia Phillies campioni in carica, conquistando il 27º titolo.
La stagione 2010 vide un nuovo capitolo della rivalità contro i Red Sox, con le due squadre che iniziarono e terminarono l'annata affrontandosi a Fenway Park. Era la prima volta che accadeva, dal 1950. A giugno, la squadra affrontò per la prima volta Torre da avversario, vincendo due delle tre gare della serie. Durante la pausa per l'All-Star Game, l'annunciatore Bob Sheppard e il proprietario George Steinbrenner morirono. Otto giorni dopo, un'altra icona della squadra, il giocatore e manager Ralph Houk, morì. La squadra ottenne una Wild Card e batté Minnesota nel primo turno di playoff, salvo uscire sconfitta nel successivo dai Rangers.
Con la vittoria per 22-9 sugli Athletics del 25 agosto 2011 gli Yankees divennero la prima squadra della storia a colpire tre grandi slam nella stessa gara. A batterli furono Robinson Canó, Russell Martin e Curtis Granderson. Con 97 vittorie la squadra vinse la division, perdendo contro i Tigers nelle Division Series.
Nel 2012 il club terminò con il miglior record della AL, 95–67. Nelle Division Series si trovò opposti gli Orioles. In gara 3 Raúl Ibañez divenne il più vecchio giocatore a battere 2 fuoricampo in una partita e il primo a batterli nel nono inning in una gara di playoff. Gli Yankees vinsero 3-2 e poi eliminarono Baltimore in cinque gare. Ancora una volta però furono eliminati dai Tigers, a causa di problemi in attacco e di un infortunio che pose fine alla stagione di Derek Jeter.
Il 12 aprile 2013 gli Yankees realizzarono il loro secondo triplo gioco della storia nella gara contro gli Orioles. Il 25 settembre 2013 contro i Tampa Bay Rays, venendo eliminati matematicamente dalla corsa ai playoff.
Prima della stagione 2014 gli Yankees firmarono giocatori come Brian McCann, Jacoby Ellsbury, Masahiro Tanaka e Carlos Beltrán. Malgrado ciò, non si qualificarono per i playoff per il secondo anno consecutivo, la prima volta che ciò accadde nell'epoca post sciopero del 1994 e furono privi per tutta la stagione di Alex Rodriguez, squalificato per uno scandalo doping. Un momento degno di nota avvenne il 25 settembre 2014, quando Derek Jeter, alla sua ultima partita casalinga, risultò decisivo per la vittoria della sua squadra davanti a 48.613 tifosi accorsi per l'ultimo saluto al loro capitano.
Con il ritorno di Rodriguez dalla sospensione gli Yankees ritrovarono i playoff nel 2015. Furono però sconfitti dagli Houston Astros per 3-0 nel primo turno, uscendo tra i fischi dello Yankee Stadium.

## Membri della Hall of Fame
| Come Baltimore Orioles |      |                 |      |
| Giocatore              | Anno | Giocatore       | Anno |
| Roger Bresnahan        | 1945 | John McGraw     | 1937 |
| Joe Kelley             | 1971 | Wibert Robinson | 1945 |
| Joe McGinnity          | 1946 |                 |      |

| Come New York Highlanders |      |               |      |
| Giocatore                 | Anno | Giocatore     | Anno |
| Jack Chesbro              | 1946 | Willie Keeler | 1939 |
| Clark Griffith            | 1946 | Branch Rickey | 1967 |

| Come New York Yankees |      |                |      |
| Giocatore             | Anno | Giocatore      | Anno |
| Frank Baker           | 1955 | Randy Johnson  | 2015 |
| Ed Barrow             | 1953 | Tony Lazzeri   | 1991 |
| Yogi Berra            | 1972 | Larry MacPhail | 1978 |
| Wade Boggs            | 2005 | Lee MacPhail   | 1998 |
| Frank Chance          | 1946 | Mickey Mantle  | 1974 |
| Earle Combs           | 1970 | Joe McCarthy   | 1957 |
| Stan Coveleski        | 1969 | Johnny Mize    | 1981 |
| Bobby Cox             | 2014 | Phil Niekro    | 1997 |
| Bill Dickey           | 1954 | Herb Pennock   | 1948 |
| Joe DiMaggio          | 1955 | Gaylord Perry  | 1991 |
| Whitey Ford           | 1974 | Phil Rizzuto   | 1994 |
| Lou Gehrig            | 1939 | Red Ruffing    | 1967 |
| Lefty Gomez           | 1972 | Jacob Ruppert  | 2013 |
| Joe Gordon            | 2009 | Babe Ruth      | 1936 |
| Goose Gossage         | 2008 | Joe Sewell     | 1977 |
| Burleigh Grimes       | 1964 | Enos Slaughter | 1985 |
| Bucky Harris          | 1975 | Casey Stengel  | 1966 |
| Rickey Henderson      | 2009 | Joe Torre      | 2014 |
| Waite Hoyt            | 1969 | Dazzy Vance    | 1955 |
| Miller Huggins        | 1964 | Paul Waner     | 1952 |
| Catfish Hunter        | 1987 | George Weiss   | 1971 |
| Reggie Jackson        | 1993 | Dave Winfield  | 2001 |

Nota
I giocatori in grassetto sono riprodotti nella Hall of Fame con la divisa degli Yankees.

## Personale

### Lista dei Manager
| Legenda | Legenda                                   |
| ------- | ----------------------------------------- |
| P       | Partite allenate                          |
| V       | Vittorie                                  |
| S       | Sconfitte                                 |
| V%      | Percentuale di vittorie                   |
| PV      | Vittorie nei playoffs                     |
| PS      | Sconfitte nei playoffs                    |
|         | Eletto nella Hall of Fame come giocatore  |
|         | Eletto nella Hall of Fame come allenatore |

Note: Statistiche aggiornate a fine stagione 2023.
| Num. | Nome              | Stagione/i    | P                 | V                 | S                 | V%                | PV      | PS      | Successi                                                        | Note |
| Num. | Nome              | Stagione/i    | Stagione regolare | Stagione regolare | Stagione regolare | Stagione regolare | Playoff | Playoff | Successi                                                        | Note |
| ---- | ----------------- | ------------- | ----------------- | ----------------- | ----------------- | ----------------- | ------- | ------- | --------------------------------------------------------------- | ---- |
| 1    | John McGraw       | 1901–1902     | 193               | 94                | 96                | .495              | —       | —       |                                                                 |      |
| 2    | Wilbert Robinson  | 1902          | 83                | 24                | 57                | .296              | —       | —       |                                                                 |      |
| 3    | Clark Griffith†   | 1903–1908     | 807               | 490               | 370               | .558              | —       | —       |                                                                 |      |
| 4    | Kid Elberfeld     | 1908          | 98                | 27                | 71                | .276              | —       | —       |                                                                 |      |
| 5    | George Stallings  | 1909–1910     | 295               | 152               | 136               | .515              | —       | —       |                                                                 |      |
| 6    | Hal Chase         | 1910–1911     | 167               | 86                | 80                | .515              | —       | —       |                                                                 |      |
| 7    | Harry Wolverton   | 1912          | 153               | 50                | 102               | .327              | —       | —       |                                                                 |      |
| 8    | Frank Chance      | 1913–1914     | 290               | 117               | 168               | .403              | —       | —       |                                                                 |      |
| 9    | Roger Peckinpaugh | 1914          | 20                | 10                | 10                | .500              | —       | —       |                                                                 |      |
| 10   | Wild Bill Donovan | 1915–1917     | 465               | 220               | 239               | .473              | —       | —       |                                                                 |      |
| 11   | Miller Huggins    | 1918–1929     | 1.796             | 1.067             | 719               | .594              | 18      | 15      | Vince 3 World Series (1923, 1927, 1928)                         |      |
| 12   | Art Fletcher      | 1929          | 11                | 6                 | 5                 | .545              | —       | —       |                                                                 |      |
| 13   | Bob Shawkey       | 1930          | 154               | 86                | 68                | .558              | —       | —       |                                                                 |      |
| 14   | Joe McCarthy      | 1931–1946     | 2.348             | 1.460             | 867               | .627              | 29      | 9       | Vince 7 World Series (1932, 1936, 1937, 1938, 1939, 1941, 1943) |      |
| 15   | Bill Dickey       | 1946          | 105               | 57                | 48                | .543              | —       | —       |                                                                 |      |
| 16   | Johnny Neun       | 1946          | 14                | 8                 | 6                 | .571              | —       | —       |                                                                 |      |
| 17   | Bucky Harris      | 1947–1948     | 309               | 191               | 117               | .620              | 4       | 3       | Vince World Series 1947                                         |      |
| 18   | Casey Stengel     | 1949–1960     | 1.851             | 1.149             | 696               | .623              | 37      | 26      | Vince 7 World Series (1949, 1950, 1951, 1952, 1953, 1956, 1958) |      |
| 19   | Ralph Houk        | 1961–1963     | 486               | 309               | 176               | .637              | 8       | 8       | Vince 2 World Series (1961, 1962)                               |      |
| 20   | Yogi Berra        | 1964          | 164               | 99                | 63                | .611              | 3       | 4       |                                                                 |      |
| 21   | Johnny Keane      | 1965–1966     | 182               | 81                | 101               | .445              | —       | —       |                                                                 |      |
| —    | Ralph Houk        | 1966–1973     | 1.271             | 635               | 630               | .502              | —       | —       |                                                                 |      |
| 22   | Bill Virdon       | 1974–1975     | 266               | 142               | 124               | .534              | —       | —       |                                                                 |      |
| 23   | Billy Martin      | 1975–1978     | 471               | 279               | 192               | .592              | 10      | 10      | Vince World Series 1977                                         |      |
| 24   | Dick Howser       | 1978          | 1                 | 0                 | 1                 | .000              | —       | —       |                                                                 |      |
| 25   | Bob Lemon         | 1978–1979     | 133               | 82                | 51                | .617              | 7       | 3       | Vince World Series 1978                                         |      |
| —    | Billy Martin      | 1979          | 95                | 55                | 40                | .579              | —       | —       |                                                                 |      |
| —    | Dick Howser       | 1980          | 162               | 103               | 59                | .636              | 0       | 3       |                                                                 |      |
| 26   | Gene Michael      | 1981          | 82                | 48                | 34                | .585              | —       | —       |                                                                 |      |
| —    | Bob Lemon         | 1981–1982     | 39                | 17                | 22                | .436              | 8       | 6       |                                                                 |      |
| —    | Gene Michael      | 1982          | 86                | 44                | 42                | .512              | —       | —       |                                                                 |      |
| 27   | Clyde King        | 1982          | 62                | 29                | 33                | .468              | —       | —       |                                                                 |      |
| —    | Billy Martin      | 1983          | 162               | 91                | 71                | .562              | —       | —       |                                                                 |      |
| —    | Yogi Berra        | 1984–1985     | 178               | 93                | 85                | .522              | —       | —       |                                                                 |      |
| —    | Billy Martin      | 1985          | 145               | 91                | 54                | .628              | —       | —       |                                                                 |      |
| 28   | Lou Piniella      | 1986–1987     | 324               | 179               | 145               | .552              | —       | —       |                                                                 |      |
| —    | Billy Martin      | 1988          | 68                | 40                | 28                | .588              | —       | —       |                                                                 |      |
| —    | Lou Piniella      | 1988          | 93                | 45                | 48                | .484              | —       | —       |                                                                 |      |
| 29   | Dallas Green      | 1989          | 121               | 56                | 65                | .463              | —       | —       |                                                                 |      |
| 30   | Bucky Dent        | 1989–1990     | 89                | 36                | 53                | .404              | —       | —       |                                                                 |      |
| 31   | Stump Merrill     | 1990–1991     | 275               | 120               | 155               | .436              | —       | —       |                                                                 |      |
| 32   | Buck Showalter    | 1992–1995     | 582               | 313               | 268               | .539              | 2       | 3       |                                                                 |      |
| 33   | Joe Torre         | 1996–2007     | 1.942             | 1.173             | 767               | .605              | 76      | 47      | Vince 4 World Series (1996, 1998, 1999, 2000)                   |      |
| 34   | Joe Girardi       | 2008–2017     | 1.620             | 910               | 710               | .562              | 28      | 24      | Vince World Series 2009                                         |      |
| 35   | Aaron Boone       | 2018–presente | 870               | 509               | 361               | .585              | 14      | 17      |                                                                 |      |

## Numeri ritirati
Gli Yankees hanno ritirato 22 numeri per 24 individui, il massimo della Major League Baseball. Il numero 42 di Jackie Robinson è stato ritirato per tutte le franchigie della MLB nel 1997.
| Billy Martin 2B, M Ritirato il 10 agosto 1986 | Derek Jeter SS Ritirato il 14 maggio 2017      | Babe Ruth RF Ritirato il 13 giugno 1948           | Lou Gehrig 1B Ritirato il 4 luglio 1939   | Joe DiMaggio CF Ritirato il 18 aprile 1952      | Joe Torre M Ritirato il 23 agosto 2014       | Mickey Mantle CF Ritirato l'8 giugno 1969   |
| Bill Dickey C, M Ritirato il 22 luglio 1972   | Yogi Berra C, M, OF Ritirato il 22 luglio 1972 | Roger Maris RF Ritirato il 21 luglio 1984         | Phil Rizzuto SS Ritirato il 4 agosto 1985 | Thurman Munson C Ritirato il 3 agosto 1979      | Whitey Ford SP Ritirato il 3 agosto 1974     | Jorge Posada C Ritirato il 22 agosto 2015   |
| Paul O'Neill RF Ritirato il 21 agosto 2022    | Don Mattingly 1B Ritirato il 31 agosto 1997    | Elston Howard C Ritirato il 21 luglio 1984        | Casey Stengel M Ritirato l'8 agosto 1970  | Mariano Rivera CP Ritirato il 22 settembre 2013 | Reggie Jackson RF Ritirato il 14 agosto 1993 | Andy Pettitte SP Ritirato il 23 agosto 2015 |
| Ron Guidry SP Ritirato il 23 agosto 2003      | Bernie Williams CF Ritirato il 24 maggio 2015  | Jackie Robinson All MLB Onorato il 15 aprile 1997 |                                           |                                                 |                                              |                                             |

## Affiliate nella Minor League
| Livello | Team                             | League                  | Città                             |
| ------- | -------------------------------- | ----------------------- | --------------------------------- |
| AAA     | Scranton/Wilkes-Barre RailRiders | Triple-A East           | Moosic, Pennsylvania              |
| AA      | Somerset Patriots                | Double-A Northeast      | Bridgewater, New Jersey           |
| A+      | Hudson Valley Renegades          | High-A East             | Wappingers Falls, New York        |
| A-      | Tampa Tarpons                    | Low-A Southeast         | Tampa, Florida                    |
| Rookie  | GCL Yankees West                 | Gulf Coast League       | Tampa, Florida                    |
| Rookie  | DSL Yankees                      | Dominican Summer League | Boca Chica, Repubblica Dominicana |

## Palmarès
|                      | Titoli | Anni |
| -------------------- | ------ | --- |
| World Series         | 27     | 1923, 1927, 1928, 1932, 1936, 1937, 1938, 1939, 1941, 1943, 1947, 1949, 1950, 1951, 1952, 1953, 1956, 1958, 1961, 1962, 1977, 1978, 1996, 1998, 1999, 2000, 2009                                                                                     |
| Titoli di Conference | 41     | 1921, 1922, 1923, 1926, 1927, 1928, 1932, 1936, 1937, 1938, 1939, 1941, 1942, 1943, 1947, 1949, 1950, 1951, 1952, 1953, 1955, 1956, 1957, 1958, 1960, 1961, 1962, 1963, 1964, 1976, 1977, 1978, 1981, 1996, 1998, 1999, 2000, 2001, 2003, 2009, 2024 |
| Titoli di Division   | 21     | 1976, 1977, 1978, 1980, 1981, 1996, 1998, 1999, 2000, 2001, 2002, 2003, 2004, 2005, 2006, 2009, 2011, 2012, 2019, 2022, 2024 |